# بورلی وود (لس آنجلس)
بورلی وود (به انگلیسی: Beverlywood) یک منطقهٔ مسکونی در ایالات متحده آمریکا است که در لس آنجلس و در ایالت کالیفرنیا قرار دارد.

## تاریخچه
بورلی وود در سال ۱۹۴۰ توسط والتر لیمرت که پیش از این پارک لیمرت را ایجاد و گسترش داده بود توسعه یافت. این محله از ۱۳۵۴ خانه انفرادی تشکیل شده‌است و یکی از اولین محله‌هایی در منطقه لس آنجلس بود که مقررات الزام‌آوری داشت. این مقررات، که توسط انجمن خانه‌های بورلی وود اداره می‌شود، اندازه، سبک، رنگ و طراحی مسکن را به همراه محدودیت‌های اضافی در محوطه سازی محدود می‌کند و توسط کمیته بررسی اجرائی می‌شود. علاوه بر این، همه ساکنان ملزم به پرداخت هزینه‌ها به انجمن خانه بورلی وود هستند.